# 卡斯蒂永德卡斯泰
卡斯蒂永德卡斯泰（法語：Castillon-de-Castets，法語發音：[kastijɔ̃ də kaste]，意为“卡斯泰的卡斯蒂永”）是法国吉伦特省的一个旧市镇，属于朗贡区。该旧市镇总面积4.47平方公里，2009年时的人口为293人。

## 人口
卡斯蒂永德卡斯泰人口变化图示